# 国際貿易 (貿易会社)
株式会社国際貿易（英: KOKUSAI BOEKI KAISHA, LTD.）は、東京都葛飾区に本社を置く玩具、模型、雑貨の製造販売及びそれに伴う輸入と輸出を行う会社である。
2022年4月より2021年7月に廃業したミニカーショップイケダが刊行する「ミニカーマガジン」をWEBミニカーマガジンとして発行を引き継いだ。

## 企業理念
玩具及び関連商品の販売を通して、幼児から成人までの男女の幅広い層に喜びと夢を与え、社会に貢献すること。そのために、多様な商品の企画・開発力、生産力、調達力及び販売力を撓まず強化し続け、目まぐるしく変化する社会情勢に迅速に対応して行きます。また、社員一人ひとりが、ビジネスマンまたはビジネスウーマンとしての能力を培い、地域社会に貢献し、日本人としての自信と誇りを持った国際人になることを目指すします。

## 沿革
- 1918年（大正7年） 6月 - 井上清太郎が東京・赤坂区田町にて創業。スポンジ・ボールを中心にゴム雑貨を取扱う
- 1920年（大正9年） 5月 - 日本橋区鉄砲町に営業所を移転、セルロイド製化粧品容器・文房具類を取り扱うようになる
- 1922年（大正11年） 6月 - 合資会社国際貿易を設立
- 1926年（大正15年） 10月 - 第１回上海見本市に参加　同方面の販路を拡張
- 1927年（昭和2年） 3月 - 大阪市南区綿屋町に大阪出張所を開設
- 1930年（昭和5年） 10月 - 日本橋区室町に営業所を移転
- 1935年（昭和10年） 2月 - 神田区須田町に営業所を移転
- 1937年（昭和12年） 10月 - 日本橋区両国に本社を新築し移転
- 1937年（昭和12年） 11月 - 組織を変更し、株式会社国際貿易を設立（資本金30万円）
- 1943年（昭和18年） 2月 - 輸出関係の同業者と日本玩具貿易株式会社を設立
- 1952年（昭和27年） 5月 - セルロイド製品の不燃化の一環として、硬質塩化ビニール製品の生産に成功
- 1953年（昭和28年） 3月 - ソフトビニール製品の生産に成功。我が国に於ける最初のソフビ人形を発売し、北米にも輸出
- 1956年（昭和31年） - ウォルトディズニーエンタープライズの版権を日本の第一号として取得
- 1959年（昭和34年） 2月 - アメリカ マテル社向けバービー人形輸出開始
- 1962年（昭和37年） 3月 - 中央区日本橋両国に本社社屋を新築
- 1964年（昭和39年） 5月 - 輸出振興の功績により内閣総理大臣より表彰せらる
- 1965年（昭和40年） 12月 - 井上清太郎　取締役会長に、野田文彦　取締役社長に就任
- 1967年（昭和42年） 3月 - 江東区亀戸に本社を新築し移転　旧本社屋をショールームに改装
- 1967年（昭和42年） 4月 - 社団法人日本玩具協会（現 一般社団法人 日本玩具協会）創立　初代会長に井上清太郎就任
- 1968年（昭和43年） 9月 - アメリカ マテル社との合弁会社 株式会社国際マテルを設立
- 1972年（昭和47年） 12月 - 鈴木正二郎　代表取締役社長に就任
- 1974年（昭和49年） 8月 - 台東区柳橋に本社移転
- 1976年（昭和51年） 3月 - 田中勝　代表取締役社長に就任
- 1976年（昭和51年） 8月 - 大阪市にオリエンタルトーイ株式会社との共同経営による 株式会社オリエンタル國際を設立
- 1976年（昭和51年） 12月 - 葛飾区白鳥に本社移転
- 1986年（昭和61年） 3月 - 葛飾区四つ木に本社が移転
- 2007年（平成19年） 5月 - 金須一親　代表取締役社長に就任
- 2008年（平成20年） 9月 - キャラクター事業部廃止
- 2013年（平成25年） 12月 - 小林芳木　代表取締役社長に就任
- 2018年（平成30年） 5月 - 矢田誉　代表取締役社長に就任
- 2018年（平成30年） 6月 - 創業100周年を迎える
- 2022年（令和4年） 4月 - WEBミニカーマガジンとしてミニカーマガジンを発行

## 提供番組
- ちびっこトリオクイズ（フジテレビ、一社提供）
- ちびっこ怪獣ヤダモン（フジテレビ）
- 親子そろって それ買え!やれ買え!!（関西テレビ、一社提供）